# Ljube
Ljube (russisch Любэ) ist eine russische Band mit starkem patriotischen Einschlag. Die Musik zeichnet sich durch einen kraftvoll-melancholischen Klang und einen hohen Anspruch an Komposition, Arrangement, musikalische Umsetzung und Lyrik aus. Sie ist seit Anfang der 1990er Jahre eine der bekanntesten und erfolgreichsten Formationen Russlands.

## Geschichte
Die Entwicklung der Gruppe nahm Ende der 1980er-Jahre auf Initiative von Igor Matwijenko mit der Formation Klass ihren Anfang. Als offizieller Gründungstag gilt der 14. Januar 1989, als in den Moskauer Studios Swuk und im Palast der Jugend mit Aufnahmen zu den Liedern Ljuberzy und Batka Machno begonnen wurde. Nach eigener Darstellung haftete der Gruppe in der Zeit des ersten öffentlichen Auftretens ein aggressives Image an. Es stellte sich jedoch sehr kurz darauf bereits ein überwältigender Erfolg ein, so dass die Gruppe zu einer großen Anzahl von Gastauftritten eingeladen wurde, wozu diese noch nicht vorbereitet war. Schon Ende 1989 belegten einige Lieder wie “Атас” (Schlachtruf der Tataren), “Не рубите, мужики”, “Рулетка” („Roulette“), “Не валяй дурака, Америка” („Stell dich nicht dumm, Amerika“) und andere obere Platzierungen in den Top Ten. Anerkennung erfolgte von Seiten der etablierten Popmusik, aber teilweise auch von Rockmusikern der damaligen Zeit, zum Beispiel von Jegor Letow (Graschdanskaja Oborona). Allerdings gab es auch Stimmen, die sich weigerten, Ljube als Rockmusiker zu akzeptieren. Einer Anekdote zufolge soll Juri Schewtschuk, Frontmann der Gruppe DDT, anlässlich der Releaseparty zum letzten Album der Gruppe Kino Ljubes Sänger Nikolai Rastorgujew das Recht abgesprochen haben, als Popstar einen Toast auf den verstorbenen Wiktor Zoi auszubringen.

## Verschiedenes

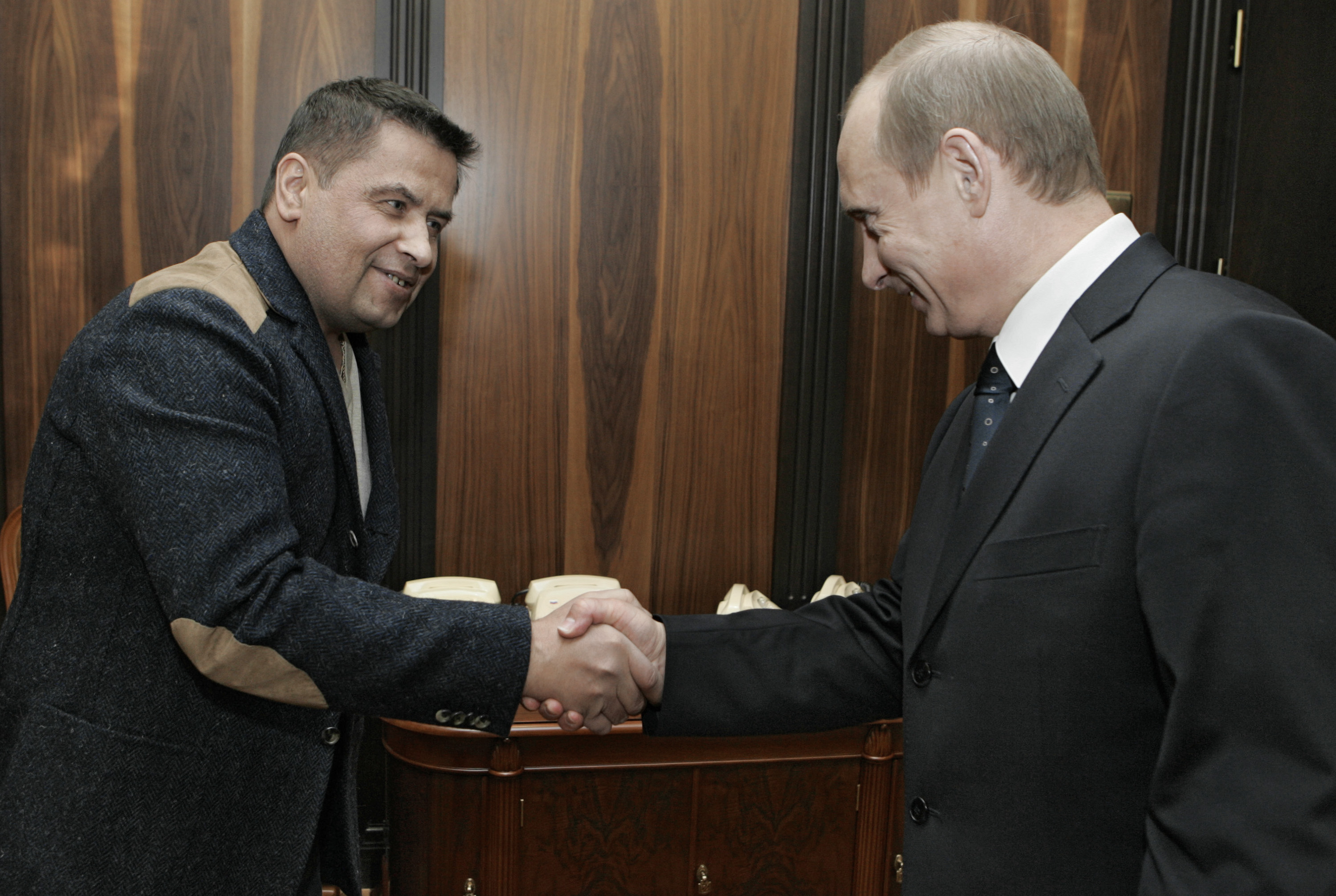
Nikolai Rastorgujew und Wladimir Putin im Februar 2007

Der Name der Band bezieht sich auf Ljuberzy, eine Stadt im Moskauer Gebiet, in der Nikolai Rastorgujew geboren wurde. Gegen Ende der 1980er Jahre war die Stadt das Zentrum der Ljubery, einer antiwestlichen Bewegung, die man der sowjetischen Gopnik-Subkultur zurechnen kann.
In dem 1992 zum großen Teil in englischer Sprache gesungenen Titel „No more Barricades“ wurde die neue Freiheit in Russland begrüßt.
Die aktuellen Mitglieder der Gruppe Ljube pflegen eine freundschaftliche Beziehung zum russischen Präsidenten Wladimir Putin. Ljube gilt als dessen Lieblingsband. Teilweise unterstützen sie auch politische Aktivitäten der Partei Einiges Russland. Der Sänger Nikolai Rastorgujew sitzt als Abgeordneter für Einiges Russland in der Russischen Föderationsversammlung.
Anlässlich des Tag des Sieges am 9. Mai, dem vielleicht wichtigsten nationalen Feiertag in Russland, haben die Konzerte der Gruppe einen festen Platz im Fernsehprogramm.
Ariel Scharon, der ehemalige Ministerpräsident Israels, äußerte in einem in Russland 2003 ausgestrahlten Interview, die Gruppe sehr zu mögen.
Am 18. März 2022 trat die Band bei einer nationalistischen Großveranstaltung auf, bei der Putin den russischen Überfall auf die Ukraine verteidigte.

## Diskografie

### Studioalben
| Jahr | Titel (deutsch)                                   | Originaltitel (russisch)         |
| ---- | ------------------------------------------------- | -------------------------------- |
| 1989 | Atas                                              | Атас                             |
| 1992 | Wer hat gesagt, dass wir schlecht gelebt haben?.. | Кто сказал, что мы плохо жили?.. |
| 1993 | Die Zone Ljube                                    | Зона ЛЮБЭ                        |
| 1996 | Bataillonskommandant                              | Комбат                           |
| 1997 | Lieder über Menschen                              | Песни о людях                    |
| 2000 | Zwischenstationen                                 | Полустаночки                     |
| 2002 | Lass uns auf...                                   | Давай за…                        |
| 2005 | Russland                                          | Рассея                           |
| 2009 | Unsriger                                          | Свои                             |
| 2015 | Für dich, Mutterland!                             | За тебя, Родина-мать!            |

### Livealben
| Jahr | Titel (deutsch)                                               | Originaltitel (russisch)                                         |
| ---- | ------------------------------------------------------------- | ---------------------------------------------------------------- |
| 1998 | Livealbum «Lieder über Menschen» / Konzertsaal «Puschkinskij» | Песни из концертной программы «Песни о людях» в ККЗ «Пушкинский» |
| 2002 | Jubiläum                                                      | Юбилей                                                           |
| 2007 | In Russland                                                   | В России                                                         |

### Kompilationen
| Jahr | Titel (deutsch)              | Originaltitel (russisch)   |
| ---- | ---------------------------- | -------------------------- |
| 1996 | Gesammelte Werke             | Собрание сочинений         |
| 2001 | Gesammelte Werke. Band 2.    | Собрание сочинений. Том 2. |
| 2004 | Die Jungs unseres Regiments  | Ребята нашего полка        |
| 2008 | Gesammelte Werke. Band 3.    | Собрание сочинений. Том 3. |
| 2012 | 55                           | 55                         |
| 2015 | Die besten Lieder. 1989-2015 | Лучшие песни. 1989-2015    |

### EPs
| Jahr | Titel (deutsch)                                                | Originaltitel (russisch)                           |
| ---- | -------------------------------------------------------------- | -------------------------------------------------- |
| 1989 | Wir werden jetzt auf eine neue Art leben / Rock about Ljuberzy | Мы будем жить теперь по-новому / Рок эбаут Люберцы |
| 1991 | Spiel nicht den Dummen, Amerika!                               | Не валяй дурака, Америка!                          |

### Videoalben
| Jahr | Titel (deutsch) | Originaltitel (russisch) |
| ---- | --------------- | ------------------------ |
| 2007 | Ljube. Jubiläum | Любэ. Юбилей             |